# Krensdorf
Krensdorf (węg. Tormafalu, burg.-chorw. Kreništof) – gmina w Austrii, w kraju związkowym Burgenland, w powiecie Mattersburg. Według Austriackiego Urzędu Statystycznego liczyła 626 mieszkańców (1 stycznia 2016).